# 麥卡錫一家
《麥卡錫一家》（The McCarthys）是一部由布萊恩·加利文開創的情境喜劇，並由麥可·斯克威茲、威爾·格拉克、理查·施瓦茲與安迪·阿克曼擔任執行製作，CBS電視製作公司與索尼影視電視公司身兼製作。本劇於星期四晚間9點30分（ET／PT）／晚間8點30分（CT）於CBS首播，為2014年－2015年美國電視季度首播影集。
2014年12月1日，宣布第一季從原預定的13集追加至15集。2015年2月3日，CBS將本劇從節目表上移除，5月8日，正式宣布取消本劇。2015年6月12日，CBS宣布將於7月4日起播出本劇剩下之4集集數。

## 故事
故事圍繞在一個居住在波士頓、熱衷運動的工薪階層家庭－麥卡錫一家。當心直口快、於高中擔任籃球教練的父親－亞瑟，決定將其體育技能及助教的位子，賦予給其出櫃的同性戀兒子－羅尼，此舉讓對運動充滿熱忱的其他兒女們感到驚訝與困惑。而一心想搬出去獨立的羅尼，卻因為父親而無法行前，而愛家的母親，更是希望麥卡錫一家人可以幸福的一起生活下去。

## 卡司

### 主要角色
- 泰勒·里特（英语：Tyler Ritter） 飾演 羅尼·麥卡錫

29歲的男同性戀者，因工作而有機會可以搬到羅德島州居住，但父親卻任命他成為其任職的高中的籃球助教。
- 蘿莉·麥凱佛 飾演 瑪珠琍·麥卡錫

四個孩子的媽，最疼愛羅尼，而最喜歡做的事是和羅尼一起觀看《「法」妻》。
- 傑克·麥奇（英语：Jack McGee (actor)） 飾演 亞瑟·麥卡錫

瑪珠琍的丈夫，四個孩子的爸。高中籃球教練，雇用兒子羅尼擔任助教。
- 吉米·當恩（英语：Jimmy Dunn (comedian)） 飾演 尚恩·麥卡錫

羅尼的哥哥，吉羅德的雙胞胎哥哥。總是喜歡跟吉羅德做同一件事。
- 喬伊·麥肯泰爾 飾演 吉羅德·麥卡錫

羅尼的哥哥，尚恩的雙胞胎弟弟。討厭總是得與尚恩分享自己的一切，他希望可以擺脫與尚恩分享的日子。
- 凱倫·寇爾曼（英语：Kelen Coleman） 飾演 潔姬·麥卡錫

羅尼的姊姊，目前懷有身孕。

### 常設角色
- 潔西卡·聖·克萊兒（英语：Jessica St. Clair） 飾演 卡翠娜

吉羅德分分合合的女友，行事作風都令麥卡錫一家感到不順眼。
- 強恩·羅森伯格 飾演 查理·艾爾利斯

波士頓高中體育組主任

## 集數
| 集數 | 標題                                                     | 導演          | 編劇                         | 播出日期       | 美國收視 （百萬） |
| ---- | -------------------------------------------------------- | ------------- | ---------------------------- | -------------- | ----------------- |
| 1    | 試播集 Pilot                                             | 安迪·阿克曼   | 布萊恩·加利文                | 2014年10月30日 | 8.08              |
| 2    | 就愛麥卡錫風格 Love McCarthys Style                      | 安東尼·瑞奇   | 蓋布·米勒 ＆ 強納森·格林     | 2014年11月6日  | 6.67              |
| 3    | 好教練 The Good Coach                                    | 帕美拉·福瑞曼 | 布萊恩·加利文                | 2014年11月13日 | 6.36              |
| 4    | 潔姬的後盾 Supporting Jackie                             | 帕美拉·福瑞曼 | 凱特·珀帝                    | 2014年11月20日 | 6.26              |
| 5    | 多謝了，羅尼 Thanks A Lot, Ronny                         | 帕美拉·福瑞曼 | 貝琪·曼恩 ＆ 奧卓拉·西拉芙   | 2014年11月27日 | 5.33              |
| 6    | 與姊姊的前男友約會 Why Guys Shouldn't Date a Sister's Ex | 帕美拉·福瑞曼 | 麥克·西格威茲                | 2014年12月4日  | 6.08              |
| 7    | 不能沒有妳 Arthur and Marjorie's Night Apart             | 帕美拉·福瑞曼 | 強納森·格林                  | 2014年12月11日 | 6.89              |
| 8    | 聖誕前夕 Red Sox Swap                                    | 帕美拉·福瑞曼 | 吉米·布蘭登 ＆ 布萊恩·辛高頓 | 2014年12月18日 | 6.94              |
| 9    | 姊妹情仇 Sister Act                                      | 菲爾·路易士   | 貝琪·曼恩 ＆ 奧卓拉·西拉芙   | 2015年1月8日   | 7.98              |
| 10   | 名人堂 Hall of Fame                                      | 帕美拉·福瑞曼 | 賈許·格林伯格                | 2015年1月15日  | 6.96              |
| 11   | 傲慢與偏見 The Ref                                       | 帕美拉·福瑞曼 | 湯姆·赫茲                    | 2015年1月29日  | 7.11              |
| 12   | 吉羅德的訂婚派對 Gerard's Engagement Party               | 肯·維汀漢姆   | 麥克·西格威茲                | 2015年7月4日   | 2.23              |
| 13   | 切割關係 Cutting the Cord                                | 帕美拉·福瑞曼 | 凱特·珀帝                    | 2015年7月4日   | 2.28              |
| 14   | 家庭治療 Family Therapy                                  | 帕美拉·福瑞曼 | 賈許·格林伯格                | 2015年7月11日  | 1.85              |
| 15   | 遊戲結束 End Games                                       | 帕美拉·福瑞曼 | 吉米·布蘭登 ＆ 布萊恩·辛高頓 | 2015年7月11日  | 1.71              |

### 收視
| 集數 | 標題                                                        | 播出日期       | 收視／份額 （18–49歲） | 收視 （百萬） | DVR （18–49歲） | DVR收視 （百萬） | 加總 （18–49歲） | 總收視 （百萬） |
| ---- | ----------------------------------------------------------- | -------------- | ---------------------- | ------------- | --------------- | ---------------- | ---------------- | --------------- |
| 1    | 試播集（Pilot）                                             | 2014年10月30日 | 1.7/5                  | 8.084         | 0.3             | 1.135            | 2.0              | 9.219           |
| 2    | 就愛麥卡錫風格（Love McCarthys Style）                      | 2014年11月6日  | 1.5/5                  | 6.67          | N/A             | N/A              | N/A              | N/A             |
| 3    | 好教練（The Good Coach）                                    | 2014年11月13日 | 1.4/4                  | 6.36          | N/A             | N/A              | N/A              | N/A             |
| 4    | 潔姬的後盾（Supporting Jackie）                             | 2014年11月20日 | 1.4/4                  | 6.26          | N/A             | N/A              | N/A              | N/A             |
| 5    | 多謝了，羅尼（Thanks A Lot, Ronny）                         | 2014年11月27日 | 1.1/4                  | 5.33          | N/A             | N/A              | N/A              | N/A             |
| 6    | 與姊姊的前男友約會（Why Guys Shouldn't Date a Sister's Ex） | 2014年12月4日  | 1.4/6                  | 6.08          | N/A             | N/A              | N/A              | N/A             |
| 7    | 不能沒有妳（Arthur and Marjorie's Night Apart）             | 2014年12月11日 | 1.6/5                  | 6.89          | N/A             | N/A              | N/A              | N/A             |
| 8    | 聖誕前夕（Red Sox Swap）                                    | 2014年12月18日 | 1.6/5                  | 6.94          | N/A             | N/A              | N/A              | N/A             |
| 9    | 姊妹情仇（Sister Act）                                      | 2015年1月8日   | 1.7/5                  | 7.98          | N/A             | N/A              | N/A              | N/A             |
| 10   | 名人堂（Hall of Fame）                                      | 2015年1月15日  | 1.5/5                  | 6.96          | N/A             | N/A              | N/A              | N/A             |
| 11   | 傲慢與偏見（The Ref）                                       | 2015年1月29日  | 1.6/5                  | 7.11          | N/A             | N/A              | N/A              | N/A             |
| 12   | 吉羅德的訂婚派對（Gerard's Engagement Party）               | 2015年7月4日   | 0.4/2                  | 2.23          | N/A             | N/A              | N/A              | N/A             |
| 13   | 切割關係（Cutting the Cord）                                | 2015年7月4日   | 0.4/3                  | 2.28          | N/A             | N/A              | N/A              | N/A             |
| 14   | 家庭治療（Family Therapy）                                  | 2015年7月11日  | 0.3/2                  | 1.85          | N/A             | N/A              | N/A              | N/A             |
| 15   | 比賽結束（End Games）                                       | 2015年7月11日  | 0.3/1                  | 1.71          | N/A             | N/A              | N/A              | N/A             |

## 製作
瑪珠琍一角原定由賈姬·威佛飾演，後因參演《小鎮疑雲》與《直言不諱》而退出。

## 評價
本劇於論壇上獲得褒貶不一的評論。於爛番茄整合的評論中獲得57%的新鮮度、平均5.29/10分（40位評論家），評論家共識：「《麥卡錫一家》在情境喜劇一片低迷的情況下，表現於水準之上，屬於半成功的作品，但劇情不夠新穎，同時缺乏令人印象深刻的獨特性。」而於Metacritic整合的評論中，在22位評論家中，本劇於總分100分中獲得了53分，屬好壞參半的評價。

## 獎項與提名
| 年度 | 大獎         | 獎項                                               | 入圍者            | 結果 |
| ---- | ------------ | -------------------------------------------------- | ----------------- | ---- |
| 2015 | 人民選擇獎   | 最喜愛新喜劇                                       | 《麥卡錫一家》    | 提名 |
| 2015 | 青年藝術家獎 | 影集類最佳演出獎 – 客串演出青年女演員（15 – 21歲） | 尼可拉斯·阿札利安 | 提名 |

## 腳註
1. ↑  . The Futon Critic. 2014-05-14  [2014-05-14]. （原始内容存档于2020-06-30）.
2. ↑  Kondolojy, Amanda. . Zap2it. TVByTheNumbers. 2014-05-14  [2014-05-14]. （原始内容存档于2016-02-15）.
3. ↑  .   [2017-04-27]. （原始内容存档于2015-11-11）.
4. ↑  .   [2014-11-12]. （原始内容存档于2014-11-11）.

## 外部連結
- 官方网站
- 互联网电影数据库（IMDb）上《麥卡錫一家》的资料（英文）